# Mount Lepanto
Mount Lepanto ist ein markanter und 2910 m hoher Berg im ostantarktischen Viktorialand. In den Victory Mountains ragt er 3 km südöstlich des Mount Freeman auf.
Teilnehmer einer von 1957 bis 1958 dauernden Kampagne im Rahmen der New Zealand Geological Survey Antarctic Expedition benannten ihn nach der Seeschlacht von Lepanto am 7. Oktober 1571.